# Halichaetonotus polonense
Halichaetonotus polonense is een buikharige uit de familie Chaetonotidae. Het dier komt uit het geslacht Halichaetonotus. Halichaetonotus polonense werd in 2008 voor het eerst wetenschappelijk beschreven door Hummon. 